# Frangivento Asfanè DieciDieci
Une Frangivento Asfanè Dieci Dieci est une voiture de sport supercar hybride, du constructeur automobile italien Frangivento, présentée en 2019 au Musée de l'Automobile de Turin.

## Historique
Ce modèle est conçu par la nouvelle marque de supercar italienne piémontaise Frangivento, fondée en 2015 à Turin par Paolo Mancini et Giorgio Pirolo. Le design de sa carrosserie artisanale en aluminium et fibre de carbone, à portes papillon, du designer Giorgio Pirolo, est inspiré des lignes de ses concurrentes Lamborghini, Ferrari, Bugatti ou encore Pagani,,. 
Sa motorisation hybride est composée d'un moteur V10 biturbo de 5,4 L de 860 ch et de deux moteurs électriques de 150 ch à l'avant, pour une puissance totale de 1 010 ch (dix dix, en référence à son nom Dieci Dieci, en italien, et « asfane ou as fa nen » signifie « impossible » en dialecte piémontais).
Le constructeur annonce un tarif de près de 1 million de dollars pour une série de 500 exemplaires.